# Odprto prvenstvo ZDA 2021
Odprto prvenstvo ZDA 2021 je teniški turnir za Grand Slam, ki je med 30. avgustom in 12. septembrom 2021 potekal v New Yorku.

## Moški posamično
- Daniil Medvedjev :  Novak Đoković, 6–4, 6–4, 6–4

## Ženske posamično
- Emma Raducanu :  Leylah Fernandez, 6–4, 6–3

## Moške dvojice
- Rajeev Ram /  Joe Salisbury :  Jamie Murray /  Bruno Soares, 3–6, 6–2, 6–2

## Ženske dvojice
- Samantha Stosur /  Žang Šuai :  Coco Gauff /  Caty McNally, 6–3, 3–6, 6–3

## Mešane dvojice
- Desirae Krawczyk /  Joe Salisbury :  Giuliana Olmos /  Marcelo Arévalo, 7–5, 6–2